# 1922 en Palestine mandataire
Chronologie de la Palestine
- 1918
- 1919
- 1920
- 1921
- 1922
- 1923
- 1924
- 1925
- 1926

Cette page concerne les évènements survenus en 1922 en Palestine mandataire :

## Évènements
- Troisième Alya (en) (migration de Juifs en Palestine - 1919 - 1923)[1].
- 3 juin : Publication du Livre blanc de Churchill (en), qui approuve la déclaration Balfour mais affaiblit le projet de création d'un foyer juif.
- 12 août : Le mandat pour la Palestine, instrument juridique pour l'administration de la Palestine, est officiellement confirmé par le Conseil de la Société des Nations[2].
- 22 août : Le cinquième congrès arabe palestinien se tient à Naplouse.
- 23 octobre : Premier recensement de la Palestine

## Création
- Beït-Alfa

## Naissances
- 11 mai : Tawfik Toubi, homme politique communiste arabe palestinien (mort en 2011).
- 21 mai : Moshe Amar (en), homme politique israélien (mort en 2015).
- 17 juin : Avigdor Levontin (en), avocat et diplomate israélien (mort en 2016).
- 22 juin : Yehoshua Cohen (en), vétéran israélien du Lehi, assassin de Folke Bernadotte et André Sérot, médiateurs des Nations unies (mort en 1986).

## Décès
- 22 février : Aharon David Gordon (né en 1856), militant sioniste né en Russie (Ukraine), fondateur du parti politique Hapoel Hatzaïr.
- 16 décembre : Éliézer Ben-Yehoudah (né en 1858), lexicographe et éditeur de journaux juifs, né en Russie (Biélorussie)